# Diablo (viento)
Diablo es un nombre que se ha usado ocasionalmente para el viento seco y cálido frente a la costa, procedente del nordeste, que típicamente aparece en el área de la bahía de San Francisco del norte de California (Estados Unidos) en la primavera y en el otoño. La misma pauta de viento también afecta otras partes de las cordilleras costeras de California.
El término fue usado por vez primera en los medios de comunicación locales con posterioridad al Tormenta de fuego de Oakland de 1991, para distinguirlo del comparable, y más familiar, viento cálido y seco en el Sur de California conocido como los vientos de Santa Ana. De hecho, en décadas precedentes al incendio del año 1991, el término "Santa Ana" se usó ocasionalmente también para el viento del nordeste seco del área de la bahía, como el que se relacionó con el incendio de Berkeley de 1923.
El nombre "viento del Diablo" (Diablo wind en inglés) puede haberse acuñado por la observación de que el viento sopla en la zona del interior de la bahía desde la dirección del Valle del Diablo (Diablo Valley) en el vecino Condado de Contra Costa, y consciente de la connotación fiera y sensacionalista del significado "viento del Diablo".
Los vientos del Diablo se crean por la combinación de una fuerte alta presión en la superficie sobre la Gran Cuenca, hundiendo fuertemente el aire en lo alto, y baja presión frente a la costa de California. El aire que desciendo de lo alto así como de las Cordilleras Costeras comprende en el nivel del mar donde calienta hasta 20 °F (11 °C), y pierde humedad.
A diferencia del Santa Ana que drena la superficie de los altos desiertos, el llamado viento del Diablo principalmente se origina en zonas de aire de arriba que se hunde profundamente, asociada con el desarrollo de una isla de alta presión atmosférica siguiendo el paso de la tormenta justo al norte y al este de California. El mecanismo similar, aunque distintivo, puede distinguirse según el momento en que ocurran estos fuertes vientos. Típicamente, el Santa Anas es más fuerte en los cañones, mientras que un viento del Diablo se nota por vez primera y sopla más fuerte en lo alto de varios picos de montaña y crestas alrededor de la zona de la Bahía. En ambos casos, conforme el aire se hunde, se calienta por compresión y su humedad cae.  Este calor se añade a, y usualmente es más grande que, cualquier calor captado por el viento conforme cruza el Valle Central y el Valle del Diablo. Esto es lo opuesto de la pauta de tiempo veraniego normal en el que una vaguada de bajas presiones, más que de alta presión queda al este del área de la Bahía, atrayendo aire más fresco y húmedo del océano. Si el gradiente de presión es suficientemente grande, el viento seco frente a la costa puede convertirse en algo bastante fuerte con ráfagas que alcanzan velocidades de 64 kilómetros por hora o mayores, particularmente a lo largo y en el sotavento de las crestas de la Cordillera Litoral donde la mayor velocidad del viento por encima actúa como una bomba atrayendo aire de superficie seco y templado desde el lado oriental de barlovento hacia arriba y por encima de las crestas. Este efecto es especialmente peligroso con respecto a los incendios forestales pues puede fomentar las corrientes de aire hacia arriba que genera el calor en tales fuegos.
Mientras que el viento del Diablo aparece tanto en primavera como en el otoño, es más peligroso en el otoño, cuando la vegetación está más seca.